# Kate French
Pour les articles homonymes, voir Kate et French.
Ne pas confondre avec la top-model irlandaise Katy French.
Kate French, née le 23 septembre 1984 à Flemingtono dans le New Jersey, est un mannequin et une actrice de télévision et de cinéma américaine.
Elle se fait connaitre du grand public pour son rôle de Niki Stevens dans The L Word, une star de cinéma lesbienne, rôle inspiré de Lindsay Lohan.
Dans la version française, elle se fait doubler par Laura Blanc.

## Biographie
Kate Lauren French est née le 23 septembre 1984 dans le New Jersey. Ses parents se nomment Joan Gocha et William Robinson French. Elle a grandi dans le New Jersey puis à déménager, avec sa mère, à New York à la suite du divorce de ses parents. Kate est l'ainée de deux frères : Scott et Hunter.

## Vie privée
Depuis le 25 septembre 2010, Kate French est mariée à Jon Johnson, un photographe. Le couple vit à Eagle Rock (Los Angeles) et a deux enfants : un fils, né le 12 janvier 2013, appelé Henry William Johnson et une fille, née le 6 août 2016, appelée Chapel DeFreine Johnson.

## Filmographie

### Cinéma
- 2006 : Admis à tous prix (Accepted) : Glen's Party Girl
- 2009 : Sea, sex and fun (Fired Up!) : Cute Captain
- 2009 : Sutures : Shannon
- 2010 : K Citizen : Mindy
- 2011 : Language of a Broken Heart : Emma
- 2011 : Atlantis : Allison Talbot (court métrage)
- 2013 : Channeling : Tara
- 2013 : Farah Goes Bang : Katie
- 2014 : The Red House : Shelby Gordon
- 2014 : Horrible Parents (court métrage) : Kate
- 2014 : Girltrash: All Night Long : Sid
- 2014 : Echoes : Anna Parker
- 2016 : Last Man Club : Romy
- 2016 : Blood Is Blood : Sara
- 2016 : Liquorice : Jade

### Télévision
- 2006 - 2007 : Wicked Wicked Games (en) : Brooke Crawford (50 épisodes)
- 2007 - 2008 : South of Nowhere : Sasha Miller (saison 3, 5 épisodes)
- 2008 - 2009 : The L Word : Niki Stevens (15 épisodes)
- 2009 : Makaha Surf : Riley Westlake (saison 3, épisodes 11 à 14)
- 2009 : Les Experts : Miami (CSI: Miami) : Rita (saison 7, épisode 21)
- 2009 : Gossip Girl : Elle (saison 2, épisodes 17, 18 et 24) (VF : Barbara Delsol)
- 2009 : Les Frères Scott (One Tree Hill) : Renee (7 épisodes)
- 2011 : Up All Night : Jessie (saison 1, épisode 9)
- 2012 : Cubicle Cowboy : Vicki Overton
- 2013 : Major Crimes : Jennifer O'Brien